# Nyugat-afrikai eco

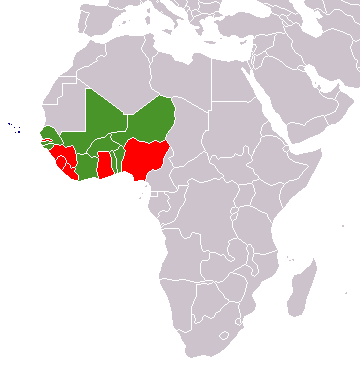
afrikai valutaközösségi frank
jövőbeni eco terület
csak ECOWAS-tagállam (Zöld-foki Köztársaság)

A nyugat-afrikai eco (ejtsd: eko) egy tervezett nyugat-afrikai pénznem, amelyet az ECOWAS tagállamaiban vezettek volna be 2027-ben, de felfüggesztették a bevezetés folyamatát.

## Története
2019. június 29-én az ECOWAS tanácsa elfogadta az eco megnevezést, a pénznem bevezetését 2020-ra tervezték.
A Nemzetközi Valutaalap szerint 2019 októberében a CFA frank Nyugat-Afrikában egy közös valutával, az ecóval való felváltására irányuló projekt sikere bizonyos tényezőktől függ, mind politikai, mind gazdasági szempontból. Aggódik a Szaharától délre eső növekedés lelassulása miatt is.
Az ECOWAS vezetői 2019. december 21-én találkoztak Abujában, hat hónappal azután, hogy elfogadták az „eco” nevet a jövőbeli közös valutaprojekt számára. Ez a találkozó a pénzügyminiszterek és a közösségi térség központi bankjai elnökének néhány nappal ezelőtt a nigériai fővárosban szervezett ülése után jön.
"Az ajánlási jelentés kész benyújtásra az államfőknek" – mondta Zainab Ahmed, a nigériai pénzügy-, költségvetési és tervezési miniszter, a miniszteri bizottság elnöke.
A NAN nigériai sajtóügynökség által idézett miniszteri bizottság elnöke kijelentette, hogy az ECOWAS-országok közül csak Togo felel meg az egységes valuta bevezetésének fő követelményeinek vagy kritériumainak. Ezek a kritériumok magukban foglalják a konvergenciát, a rugalmas árfolyamrendszert, a bizonytalanság elleni küzdelmet és az államközi együttműködést.
A CFA frank eltűnik Nyugat-Afrikából. Az elefántcsontparti elnök, Alassane Ouattara 2019. december 21-én bejelentette, hogy "a többi UEMOA államfővel kötött megállapodással úgy döntöttünk, hogy megreformáljuk a CFA frankot". A CFA frankot használó nyolc ország új valutát fog elfogadni, amelyet eco-nak hívnak. Ez a nyolc országból álló eco tehát a jövőbeni ECOWAS valuta kemény magjává válik.
A műszaki kapcsolatok Franciaországgal nagymértékben megszakadnak, vagyis Párizs már nem fogja együtt kezelni e nyolc ország valutáját. A devizatartalékokat Franciaország már nem központosítja, és megszűnik az a kötelezettség, hogy ezen tartalékok 50% -át a francia kincstár híres működési számlájára fizessék be. Ezen felül Franciaország visszavonul a CFA irányító testületeiből. Eddig Párizsnak képviselője volt a BCEAO-ban, a Nyugat-afrikai Államok Központi Bankjában, egy másik pedig a bankbizottságban és egy a monetáris politikai tanácsban. Az eco és az euró közötti átválthatóság garanciája továbbra is a Banque de France lesz, amellyel rögzített paritást fog tartani.
2019. december 22-én a Nemzetközi Valutaalap (IMF) ügyvezető igazgatója üdvözölte a CFA frank jelentős reformját, amelyet nyolc nyugat-afrikai ország és Franciaország döntött. Kristalina Georgieva számára ezek a változások "alapvető lépést jelentenek a Nyugat-afrikai Gazdasági és Monetáris Unió és Franciaország között régóta fennálló megállapodások korszerűsítésében".
2019. december 28-án Teodoro Obiang Nguema, Egyenlítői-Guinea elnöke ellátogatott Abidjanba Elefántcsontparton.
A két államfő, Alassane Ouattara és Teodoro Obiang Nguema közötti találkozót követő sajtópont alatt a két államfő megvitatta a CFA frank reformját az Uemoa térségben.
Az Egyenlítői guineai elnök szeretné látni ugyanezt a reformot a Cemaci övezetben, és a CFA frank "elavultnak" ítéli meg.
2020 januárjában, a helyi médiára hivatkozó számos cikk szerint Nigéria öt „nem tárgyalható feltételre” szorulna a közös valuta csatlakozásához. Egyesek különösen megemlítik a jövőbeli közös valuta devizatartalékainak egy részét a francia kincstárban. E tekintetben e garancia végét már említik a december 21-én javasolt reformban. A nigériai sajtó szerint Abuja ugyanakkor magának az ECOWAS-nak az öko-gazdálkodást is megkövetelné, anélkül hogy elfelejtené az afrikai és nem a francia benyomást.
Sierra Leone 2020. január 9-én, csütörtökön bejelentette, hogy hamarosan bejelenti döntését az ECOWAS jövőbeli közös valutájáról, az Eco-ról.
A Sierra Leone Bank (BSL) 2020. január 9-én, csütörtökön bejelentette, hogy az ország folytatja Leone-t mint törvényes fizetőeszközt az ECOWAS Igazgatótanácsának 2020. január 16-ig tervezett üléséig.
2020. január 14-én az ECOWAS alrégió központi bankjai rendkívüli közgyűlést indítottak, hogy megvitathassák a közös valuta, az ECO 2020-ra tervezett bevezetésével kapcsolatos kérdéseket.
A központi bankok vezetőinek bizottságától szintén várhatóan megvitatják a francia nyelvű ECOWAS-országok nemrégiben tett bejelentésének a CFA frank helyett az egységes valuta, az ECO bevezetésére irányuló javaslat következményeit.
A tárgyalások a közös valuta bevezetésének ütemtervével összhangban meghatározzák a Nyugat-afrikai Monetáris Övezet (WAMZ) tagállamainak további lépéseit is.
Az ECOWAS műszaki csoportjának azonban várhatóan előterjeszti a Nyugat-afrikai Monetáris Intézet javaslatát a Közép-Kelet-Európára vonatkozóan.
A kormányzóknak ajánlásaikat is el kell küldeniük a régió államfőinek, hogy megtudják, a régió készen áll-e a közös valuta bevezetésére.
2020. január 16-án Nigéria és számos nyugat-afrikai ország, nevezetesen az angolul beszélő országok, Abujasban elítélték a CFA frank Eco helyettesítésére vonatkozó határozatát, mondván, hogy az „nem felel meg a programnak” amelyet az egész régió a közelmúltban elfogadott egységes valuta létrehozására.
A nyugat-afrikai monetáris övezet (WAMZ) hat országa minden esetben "aggodalommal veszi tudomásul a CFA-frank 2020-ig történő egyoldalú átnevezését Eco-ra", nyilatkozta a sajtóközlemény után kiadott sajtóközlemény. ez a rendkívüli ülés a különféle pénzügyminiszterek és a központi bankok elnökei között. A WAMZ-t Nigéria, Ghána, Libéria, Sierra Leoné, Gambia és Guinea (Conakry) alkotja, amelyek nem tartoznak a CFA övezetébe. Ezek az országok úgy ítélik meg, hogy "ez a fellépés nincs összhangban a Nyugat-afrikai Államok Gazdasági Közösségének (ECOWAS) határozataival" az Eco elfogadása a közös valuta nevének céljából " az egész régió.
"Megismétlik annak fontosságát, hogy az ECOWAS valamennyi tagja tiszteletben tartsa az ECOWAS állam- és kormányfői hatóságának a közös valuta program felülvizsgált ütemtervének végrehajtásáról szóló határozatát". . A WAMZ államfőit összefoglaló csúcstalálkozót "hamarosan" tervezik, hogy döntsenek az elkövetkező magatartásról, pontosítva a végleges közleményt.
Január 16-i nyilatkozatuk rávilágított az Elefántcsontpart és Nigéria közötti vezetési csatára is. A nyugat-afrikai gazdasági és monetáris unió (Uemoa) azon döntésének, hogy 2020-ig a CFA frankot „eco” -nak nevezik át, a Gambia, Ghána, Guinea pénzügyminiszterei és központi bankjainak elnökei, Libéria, Nigéria és Sierra Leone nemcsak az ECOWAS megosztottságát fedte fel.
2020. január 31-én Alassane Ouattara elefántcsontparti elnök tisztázta az eco állítólagos elutasítását a nyugat-afrikai monetáris övezet (WAMZ) 7 országában. Csak a nyugat-afrikai államok gazdasági közösségének [ECOWAS] tizenöt országából öt ország érkezett Abujába "- nyugtatta. CFA anti-frank, közülük sokan „fehér sapkát és fehér sapkát” kiabáltak.
"Az országok többsége nem vett részt ezen a találkozón. Ez nem az államfők, hanem a miniszterek és a kormányzók találkozója volt "- mondta Ouattara. "Amit az államfők szintjén döntöttünk, az a szándékunk, hogy 2020-ban bevezetjük az ecót" – ragaszkodik hozzá a "feltételek"
Az első feltétel az 5 teljesítménykritérium teljesítése: 3% -nál kevesebb hiány, 70% -nál kevesebb adósság, alacsony infláció stb. (...). Jelenleg csak négy vagy öt ország – köztük Elefántcsontpart – felel meg ezeknek a kritériumoknak "- tette hozzá, hangsúlyozva, hogy a folyamatnak" fokozatosnak "kell lennie. "Öt, nyolc, tíz [kritériumoknak megfelelő] ország jöhet össze." – mondta és hozzátette, hogy mások is csatlakozhatnak hozzájuk, mint például az euróövezet tizenegykor kezdődött, és amelyben tíz is van. kilenc ország ma.
„Szeretnénk szakaszosan csinálni. Nem akarunk sietést, de azt sem akarjuk, hogy a konvergenciakritériumoknak nem megfelelő országok rázza fel a folyamatot "- fejezte be a következtetést.
A nigériai külügyminiszter 2020 februárjában kijelentette, hogy Muhammadu Buhari elnök és az ECOWAS elnöke, Nigéria Mahamadou Issoufou elnöke által vezetett találkozón szintén megvitatták a Nyugat-Afrika, a közép-kelet-európai ország.
Ebben a konkrét kérdésben Onyeama miniszter bejelentette, hogy "Nigéria helyzetével kapcsolatban semmi sem változott". Elmondta, hogy Nigéria szerint az országok többsége nem teljesíti a konvergenciakritériumokat, ezért meg kell hosszabbítani az ECOWAS közös valuta bevezetésének határidejét.
2020 februárjában a Nyugat-afrikai Államok Gazdasági Közösségének (ECOWAS) rendkívüli csúcstalálkozójára került sor. Sok kérdést vettek fel. Különösen a közös valuta (Eco) létrehozása,
A közös valuta vonatkozásában az ülést szankcionáló záró közlemény megemlíti, hogy a szubregionális szervezet állam- és kormányfőinek konferenciája elégedett a Nyugat-afrikai Gazdasági és Monetáris Unió (Uemoa) által kezdeményezett fontos fejleményekkel. ) a közös valuta létrehozásában. A konferenciáról Alassane Ouattara, az Elefántcsontpart köztársasági elnöke, az Uemoa államfők konferenciájának elnöke tájékoztatta a CFA frank reformját. Ez a reform egy lépés az öko létrehozása felé, ahogyan azt az ECOWAS államfőinek konferenciája elfogadta az ütemtervben. A konferencia megelégedettséggel fejezte ki ezeket a fontos fejleményeket és az Uemoa államfők konferenciájának elnöke által adott betekintést ebben a kérdésben – mondta a sajtóközlemény.
2020. február 14-én a Nyugat-afrikai Monetáris Zónában (WAMZ) találkozó ECOWAS és Guinea angol nyelvű országok pénzügyminiszterei találkoznak Freetownban (Sierra Leone). Cél: meghatározni az eco elfogadásának folyamatát. Ez a találkozó a 2020. január 16-án, Abujában megrendezett, a témában a hat állam központi bankjai elnökével tartott ülésével, a reformok bejelentése után.
2020. február 17-én közzétették a Nyugat-afrikai Gazdasági és Monetáris Uniót (Uemoa, nyolc ország), és a tervezett kiterjesztése az afrikai államok teljes gazdasági közösségére (Cedeao, 15 ország). A Nyugat-Afrikai Reform korszakába való belépés: A reform következményei című dokumentum célja, hogy orvosolja azokat a bizonytalanságokat, amelyek az Ouattara és Macron elnökök 2019. 
Az első következtetés az, hogy az euróval fenntartott paritás és Franciaország korlátlan átválthatósági garanciája fenntartja az új valutába vetett bizalmat. Ez a garancia hozzájárult ahhoz, hogy az infláció 2000 és 2019 között átlagosan 2%, míg Cedeao-ban csaknem 10%, Szubszaharai-Afrikában pedig körülbelül 16%. 
"Nincs azonnali hatása" az állam szuverén minősítésére, Az Unió tagállamai nak a francia államkincstárnál elhelyezett devizatartalékai felének lejárta nem aggasztja az S-P-t, mivel a rögzített árfolyam megmarad. "Ezért gondoljuk úgy, hogy ennek a reformnak nem szabad azonnali hatást kifejtenie szuverén minősítéseinkre" – összegeznek a szerzők. Más szóval, a befektetők nem kell aggódni abban a pillanatban. 
A második következtetés az, hogy a cedeao tizenöt tagjára való kiterjesztésre irányuló projekt nagyon távolinak tűnik. "Továbbra is vannak anyagi akadályok, amelyek arra késztetnek bennünket, hogy ezt a projektet középtávon valószínűtlennek tekintsük" – áll a jelentésben. 
Először is Nigéria súlya miatt, mivel Nigéria adja Cedeao GDP-jének kétharmadát, és háromszor többet, mint az Uemoa. De azért is, mert a protekcionista politikák, mondja a jelentés: "Elfogadása közös monetáris politika között Nigéria és Cedeao partnerek ezért nehéznek tűnik, különösen azért, mert Nigéria a közelmúltban úgy döntött, hogy lezárja a határokat Benin és Niger a csempészet csökkentése és a helyi mezőgazdasági termelés támogatása érdekében. 
A franciaországi Uemoa-garancián túli kiterjesztéshez az Európai Unió Tanácsának jóváhagyása is szükséges, az Európai Központi Bankkal folytatott konzultációt követően, ami nem automatikus. 
Végezetül, a Cedeao által kívánt rugalmas árfolyamrendszer elfogadása növelné az uemoai gazdaságok atyjának monetáris sokkja tekintetében, különösen azokat, amelyek az elmúlt években növelték a devizahitel-felhasználást. Év. "– mondja az S-P, emlékeztetve a leértékelés veszélyeiről szóló 2017-es jelentésének lezárására: valutaválság és a francia garancia nélkül Elefántcsontpart, Szenegál és Togo, amelyek erősen kölcsönzöttek, különösen Eurókötvények, lásd az adósság erősen létrehozott és S-P lenne kénytelen csökkenteni a minősítések. 
A jelentés azzal az ajánlással zárul, hogy jelentősen javítsuk az adóbevételeket, és egy figyelmeztetés: "Bármilyen árfolyamrendszert is választanak az Uemoa tagjai, legyen szó akár az euró fenntartásáról, a kosár valuta (..) vagy változó árfolyam, a fiskális fegyelem és az erős gazdaságpolitika még fontosabb lesz a monetáris unió gazdasági stabilitása szempontjából.
Nigériai Mahamadou Issoufou, a Nyugat-afrikai Államok Gazdasági Közösségének (CEDEDEAO) soros elnöke, 2020 márciusában felhívta a szubregionális parlament ötödik jogalkotójának a képviselőit, hogy ösztönözzék országaikat az elfogadásukra. makrogazdasági politikák, amelyek lehetővé teszik a konvergenciakritériumok elérését az eco-valuta bevezetésére a régióban.
Abban a reményben, hogy az ECO projekt megvalósul, kijelentette, hogy "a kormányok fellépését ellenőrző parlamenteknek ösztönözniük kell az államokat olyan makrogazdasági politikák végrehajtására, amelyek lehetővé teszik e törekvés megvalósításához szükséges konvergenciakritériumok elérését.
2020. május 20-án, a francia Miniszterek Tanácsa elfogadta a közös valutát megerősítő törvényjavaslatot, 2020. május 20-án. A Nyugat-afrikai Államok Központi Bankja (BCEAO) nem lesz köteles letétbe helyezni devizatartalékainak felét a Francia Kincstárnál. Az új nyugat-afrikai egységes valutának (Eco) hamarosan látni kell a napvilágot.
A CFA frank eltűnése és az Eco nevű közös valutával való felváltásának második lépéseként a francia parlamentnek a harmadik negyedév vége előtt el kell fogadnia a Miniszterek Tanácsában 2020. május 20-án parafált törvényjavaslatot, amelynek célja a monetáris együttműködés, amelyet 2019. december 21-én Abidjanban kötöttek a Nyugat-afrikai Monetáris Unió (Umoa) tagállamainak kormányaival.
Tekintettel arra, hogy az eco-reformról szóló törvény csak a szeptember végéig terjed a francia parlamentnek, az eco elfogadásáról szóló megállapodás nem kockáztatja meg ezt 2020 októbere előtt.
Nigéria elnöke, Muhammadu Buhari, 2020 júniusában először beszélt az ECOWAS elmozdulásának kockázatáról, abban az esetben, ha az eco valuta megérkezik a CFA frank helyett az UEMOA övezetbe. Még ha nem is fenyegetés, Muhammadu Buhari nyilatkozatai azt mutatják, hogy az álláspontok változatlanok maradnak.
A nyugat-afrikai monetáris övezet (WAMZ) államfőinek június 23-i ülésén Nigéria Muhammadu Buhari elnöke mélységesen helytelenítette az eco létrehozását, mivel a CFA frank utódja Július 1-jétől, és támogatja a határidők elhalasztását. A pozíciók megegyeznek a guineai Conakry oldalán kifejezettekkel.
Alassane Ouattara, Elefántcsontpart elnöke 2020 szeptemberében bejelentette az ECOWAS állam- és kormányfők konferenciájának 57. rendes ülésén hozott határozatot az "ECO" végrehajtásának folytatásáról »Három-öt éven belül.
2020 decemberében a francia képviselők az afrikai CFA-frank eltörlését szorgalmazzák. A képviselők elítélik a CFA frankot is, amely gyarmati pénznemként szolgál.
2021 májusában Franciaország megkezdte az 5 milliárd euró átutalását a nyugat-afrikai államok központi bankjának (BCEAO) számláira. A párizsi döntés a CFA frank reformjának keretein belül születik, amelyek az eco bevezetésére törekednek.
2021 júniusában a Nyugat-afrikai Államok Gazdasági Közösségének (ECOWAS) államfői elfogadták az ütemtervet a közös eco pénz 2027-es bevezetésére, bejelenti a Vezetők Közgyűlésének 59. rendes ülésszakának végleges sajtóközleményét kormány és az ECOWAS kormánya.
2021 júliusában az elefántcsontparti nemzetgyűlés elfogadta az együttműködési megállapodást Franciaországgal az eco, a jövőbeli nyugat-afrikai valuta bevezetésére. De ennek a pénznemnek a rendelkezései, amelyeknek a CFA frankot kellene felváltaniuk, továbbra is vitatottak. Különösen a Franciaország által garantált euróval szembeni fix paritáson.
2023 szeptemberében a Nyugat-afrikai Államok Gazdasági Közössége (ECOWAS) megismételte elkötelezettségét a közös ökovaluta 2027-ig történő bevezetése mellett. Az ECOWAS-bizottság kijelenti, hogy mindent megtesz annak érdekében, hogy a közös ökovaluta bevezetésére vonatkozó ütemtervben körvonalazott folyamatok és programok a megfelelő ütemben és ütemben maradjanak. A bizottság feladata a Nyugat-afrikai Központi Bank és a szubrégió monetáris integrációjának sikeréhez szükséges egyéb érintett szervek létrehozásának felgyorsítása.
2025. március 3-án az ECOWAS Bizottsága összehívta a tagállamok pénzügyminisztereit és a központi bankok elnökeit a Konvergencia Tanács 11. ülésére, amelynek fő célja az volt, hogy értékelje a jövőbeni regionális közös valuta, az Eco bevezetésére vonatkozó ütemterv előrehaladását.

## Kritikák
A legnagyobb probléma, hogy a gazdasági fejlettségben jelentős eltérések vannak a tagországok között. Egy kisebb nigériai tagállam összterméke önmagában több, mint Guinea GDP-je. Az eco bevezetésének feltétele a maximum négyszázalékos költségvetési hiány és a maximum ötszázalékos infláció. Ennek csak 5 ország felelt meg 2019-ben. Ezenkívül – Európával ellentétben – a biztonsági kockázat is magas egyes térségekben, mint a Boko Haram terrorszervezet.
2024 szeptemberében bejelentették, hogy felfüggesztik a bevezetés folyamatát.